# تذكار بنت الظاهر بيبرس
تذكار باي خاتون بنت الملك الظاهر بيبرس امرأة صالحة شيدت للشيخة الصالحة زينب بنت أبي البركات المعروفة (ببنت البغدادية) رباطا، فأنزلتها به ومن معها من النساء الخيرات.

## الملاحظات
1. ↑  الرباط: معهد مبني وموقوف للفقراء